# Tonga
Tonga (tongaiul Puleʻanga Fakatuʻi ʻo Tonga) az óceániai Polinéziában, a Tonga-szigeteken fekvő állam, amely három kisebb szigetcsoportot foglal magában. Szigetei részben vulkáni eredetűek, részben korallképződmények. Összterülete 750 négyzetkilométer, 176 szigetet foglal magába, ebből 52 lakott. Lakossága 103 ezer fő.
Észak-dél irányban 800 kilométerre terjed ki, és Új-Zéland és Hawaii távolságának a harmadánál helyezkedik el. Északnyugaton a Fidzsi-szigetek, Wallis és Futuna, északkeleten Szamoa, keleten Niue, délnyugaton Kermadec (Új-Zéland), nyugaton pedig Új-Kaledónia és Vanuatu határolja.

## Földrajz
Az országot 3 szigetcsoport,
- Vava’u-szigetek
- Ha’apai-szigetek
- Tongatapu-szigetek

169 szigete és atollja alkotja. A főbb szigetek északról délre:
- Niuafo’ou
- Niuatoputapu
- Fonualei
- Vava’u
- Ha’apai
- Tofua
- Nomuka
- Tongatapu
- Eua Island
- ’Ata

Közigazgatásilag öt területre oszlik: ʻEua, Haʻapai, Niuas, Tongatapu, és Vavaʻu.

### Éghajlat
Tonga éghajlata trópusi, két évszakkal. A szárazabb félévben (június-november) a hőmérséklet ritkán emelkedik 27 °C fölé. Az esős évszakban (december-május) előfordul a 32 °C fölötti hőség. A trópusi ciklonok fontos tényezők az időjárásban, ilyenkor az évszaktól megszokottól eltérő időjárás is lehet.

### Élővilág, természetvédelem

#### Nemzeti parkjai
Tongán több természetvédelmi terület és két nemzeti park található:
- 'Eua Nemzeti Park: szabdalt partvidék, barlangok, esőerdő;
- Mount Talau Nemzeti Park: lapos hegytetőn különleges élővilág.

## Történelem
A régészek szerint már i. e. 1000 körül is lakott volt. A feltehetően ausztronéz nyelvű népesség a Lapita kultúrkörhöz tartozott. Az első telepesek érkezési ideje vitatott, de újabban egyetértenek abban, hogy i. e. 826 körül alapították az első várost, Nukulekát. Az európaiak megérkezése előtti történelemről nem sokat tudunk, mivel nem ismerték az írást, ezért történeteik szóban hagyományozódtak át.
A 10. századot követően a Tongai Királyság hatalma, amelynek központja Tongatapu volt, Polinézia (Niue, Új-Kaledónia) számottevő részére kiterjedt. A 12. századtól a Tuʻi Tonga még nagyobb területen uralkodott; hozzá tartozott Szamoa, Roturna, Wallis és Futuna, és Tikopia is. A 15. és a 17. században polgárháború tört ki.

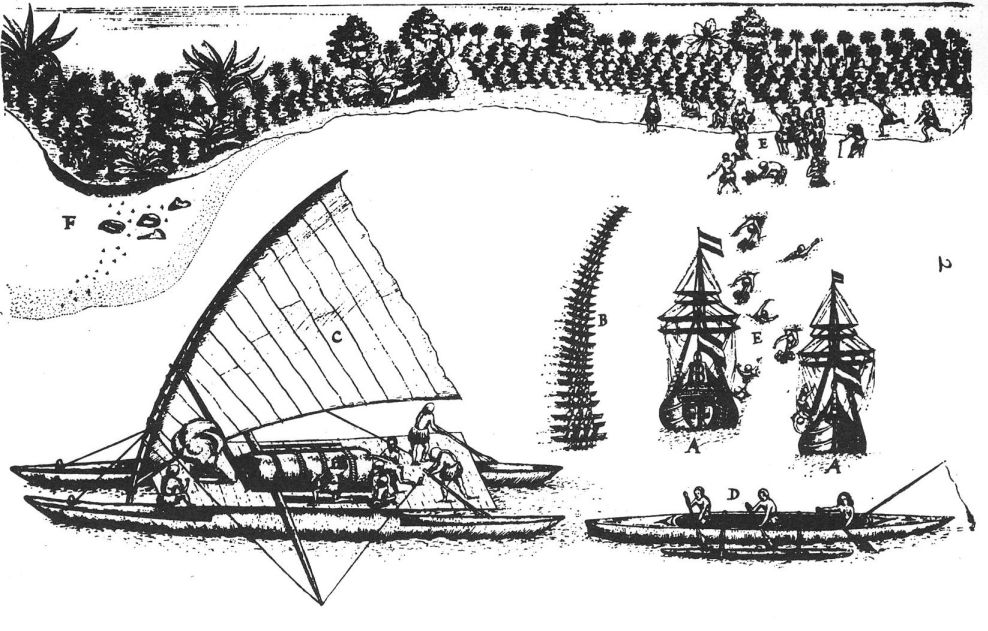
Abel Tasman Tongatapura érkezik 1643-ban. Isaack Gilsemans rajza

1616-ban a hollandok fedezték fel a szigeteket, pontos ismeretekkel Abel Tasman szolgált. Willem Schouten és Jacob Le Maire az északi Niuatoputapu szigeten kötött ki, Tasman 1643-ban Tongataput és Haʻapait látogatta meg. 1773-ban James Cook a szigeteket Friendly Islandsnek, azaz barátságos szigeteknek nevezte el. Éppen az ʻinasi ünnepségre érkezett, ahol az első gyümölcsöket átadták a szakrális uralkodónak. William Mariner író szerint a főnökök meg akarták ölni Cookot a szüret alatt, de végül nem tudtak egy közös tervben megegyezni. Cook 1774-ben és 1777-ben is meglátogatta Tongát. A spanyol Alessandro Malaspina 1793-ban érkezett. A térítés 1797-ben kezdődött.

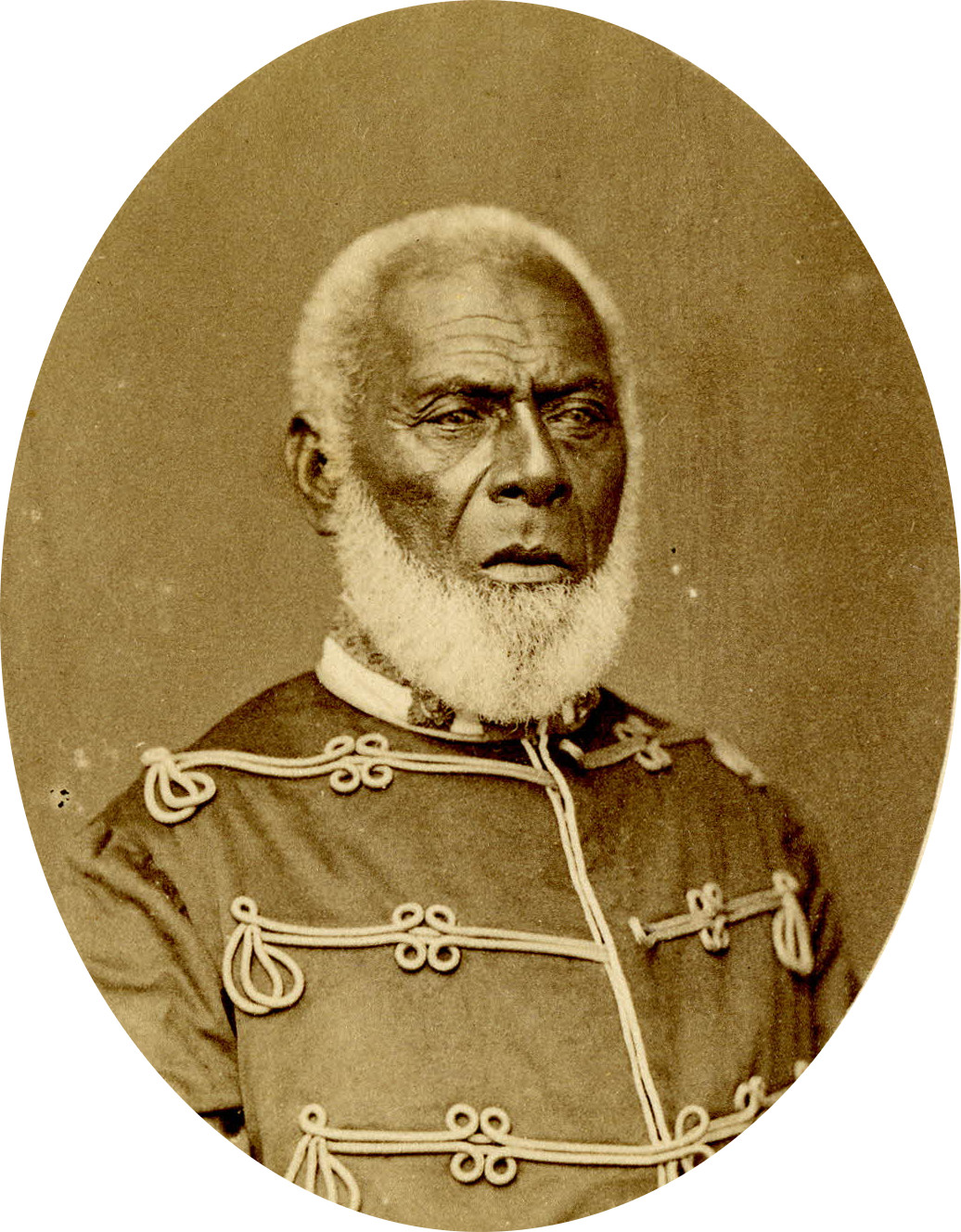
Tāufaʻāhau, Tonga királya (1845–1893)

1845-ben az ifjú Tāufaʻāhau szónok és hadvezér újra egyesítette Tongát. Megtartotta a Tuʻi Kanokupolu főnöki címet, de 1831-ben megkeresztelkedett, és felvette a Siaosi (György) nevet.
1866-ban Németország és Nagy-Britannia elismerte a királyságot. 1875-ben a király alkotmányos monarchiává nyilvánította az országot, és formálisan alkalmazkodott az európai alkotmányos berendezkedéshez. Korlátozta a főnökök hatalmát, felszabadította a jobbágyokat és a rabszolgákat, törvénykönyvet adott ki, és biztosította a szólás- és sajtószabadságot.
Az ország 1900. május 18-án brit protektorátus lett, amikor tongai törzsfőnökök és európai telepesek megpróbálták elűzni a második királyt. A szerződés következményeként Nagy-Britannia egy konzullal képviseltette magát. Tonga szuverén ország maradt, és a Csendes-óceán államai között egyedüliként sosem adta fel monarchikus államformáját, és máig (2014) ugyanaz a királyi család uralkodik rajta. Az 1918-as influenzajárvány a lakosság 8%-át, 1800 tongait ölt meg.
A második világháború alatt amerikai megszállás alatt volt.
1970-ben formálisan is elnyerte függetlenségét, és csatlakozott a Brit Nemzetközösséghez, de a szokásostól eltérően helyi uralkodóval. 1999 óta az ENSZ tagja. A Csendes-óceán szigetvilágában egyedülállóan mindig helyiek uralkodtak Tongán, ami hozzájárul az ország népének nemzeti büszkeségéhez és megalapozza a bizalmat a királyi házban.
2010-ben megtette az első lépéseket az alkotmányos monarchia felé, amikor megrendezték az első részben képviseleti választást.
2022. január 14-én egy vulkán kitörése kezdődött meg a Csendes-óceán mélyén, majd a következő nap szökőár zúdult Tonga szigeteire.

## Államszervezet és közigazgatás

### Alkotmány, államforma

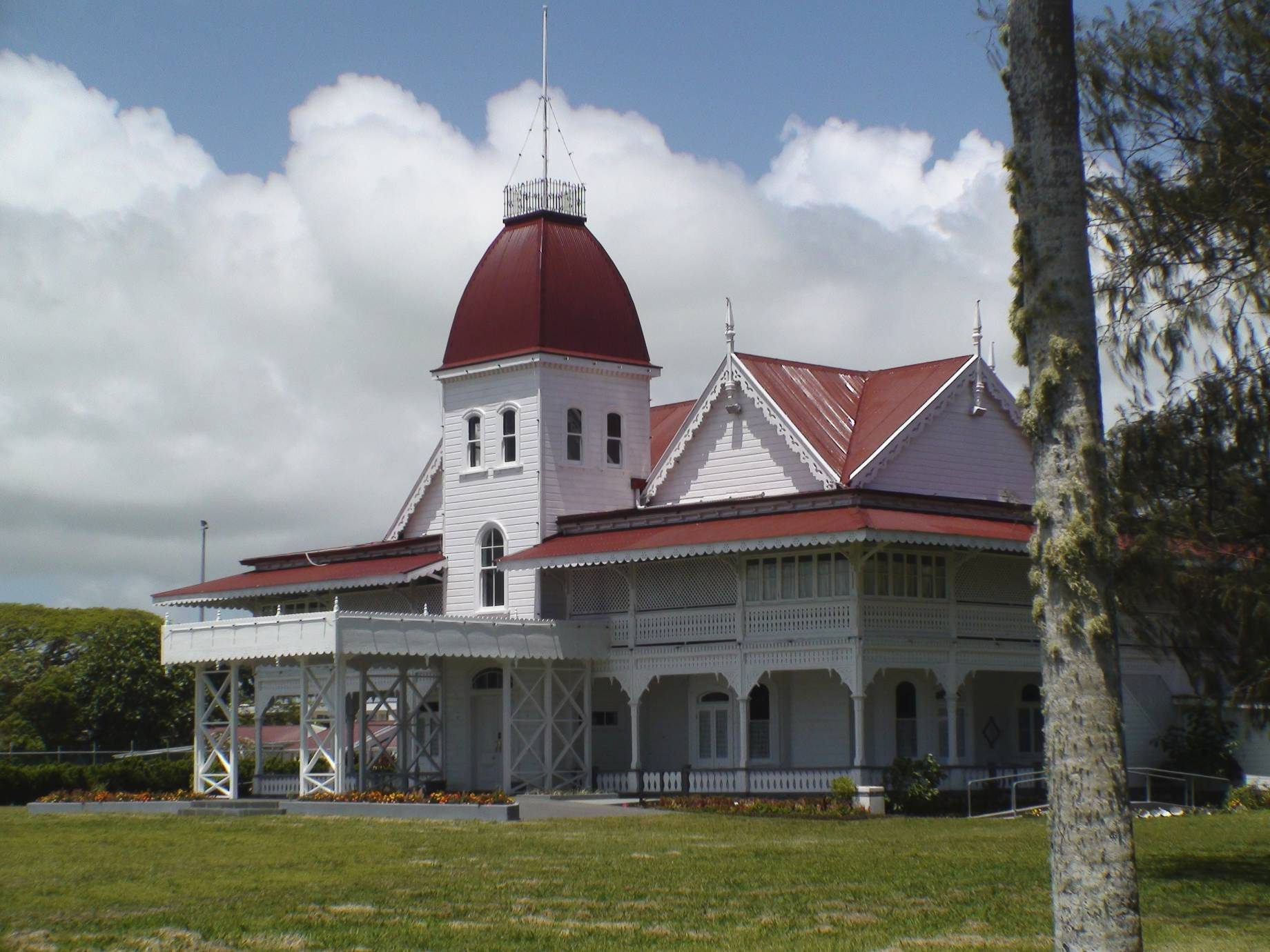
A királyi palota Tongatapun

Az ország alkotmányos monarchia, élén a királlyal. A király a régebbi szakrális uralkodó, a Tuʻi Tonga címét is viseli. A monarchiát a hagyományos életmóddal és etikettel együtt kritizálják.
A demokrácia hívei további demokratizálást követelnek, így a köznép képviseletének megerősítését, és a nagyobb beleszólást az államügyek intézésébe. A mozgalom nem akar köztársaságot, és bármilyen reformot javasolnak, mindig hűek a monarchiához. A mozgalomra azonban csak nemrég kezdtek felfigyelni külföldön, így a nagyobb szomszédok, Ausztrália és Új-Zéland aggodalmát fejezte ki bizonyos kormányzati lépések miatt.
Sālote királynő nyomán és több nemzetközi tanácsadó javaslatára IV. Tāufaʻāhau Tupou (1965–2006) monetarizálta a gazdaságot, a nemzetközi példákhoz alakította az iskolarendszert és az egészségügyet, és lehetővé tette, hogy a közrendűek egyre több anyagi jószághoz (ház, autó stb.), valamint tengerentúli utazásokhoz is jussanak.
A társadalombiztosítás ingyenes egészségügyi ellátást jelent minden tongai számára. A földet az alkotmány is védi: külföldieknek nem lehet földet eladni, de bérbe adni igen. A legnagyobb és a legvárosiasabb szigeten, Tongatapun földhiány van, a többi szigeten azonban van elég művelhető föld. A népesség többsége termel valamennyi élelmiszert; majdnem fele a teljes élelmiszerszükségletét maga fedezi földművelésből, állattenyésztésből és halászatból. A férfiak és a nők ugyanúgy hozzáférnek az egészségügyhöz, az oktatáshoz és ugyanolyan arányban alkalmazzák őket, de a nők hátrányban vannak a földbirtoklásban, a választásokon és a kormányzatban.

### Törvényhozás, végrehajtás, igazságszolgáltatás

#### Királyok
| Hivatalban töltött ideje | Név                                                         |
| ------------------------ | ----------------------------------------------------------- |
| 1875–1893                | I. Tupou György király (tongaiul: Siaosi Tupou I)           |
| 1893–1918                | II. Tupou György király (tongaiul: Siaosi Tupou II)         |
| 1918–1965                | III. Tupou Salote királynő (tongaiul: Sālote Tupou III)     |
| 1965–2006                | IV. Tupou Taufaʻahau király (tongaiul: Tāufaʻāhau Tupou IV) |
| 2006–2012                | V. Tupou György király (tongaiul: Siaosi Tupou V)           |
| 2012-                    | VI. Tupou király (tongaiul: Tupou VI)                       |

#### Miniszterelnökök
| Név                                                                        | Hivatali ideje                           |
| -------------------------------------------------------------------------- | ---------------------------------------- |
| Tevita Unga                                                                | 1876 – 1879. december 18.                |
| Shirley Waldemar Baker                                                     | 1881 – 1890                              |
| Siaosi Tukuʻaho                                                            | 1890 – 1893                              |
| Siosateki Tonga                                                            | 1893 – 1905                              |
| Sione Mateialona                                                           | 1905 – 1912. szeptember 30.              |
| Tevita Tuʻivakano                                                          | 1912. szeptember 30. – 1922. június 30.  |
| Uiliame Tungi herceg, III. Tupou Salote tongai királynő férje              | 1922. június 30. – 1940. július          |
| Solomone Ula Ata                                                           | 1940 – 1949. december 12.                |
| Taufaʻahau Tungi herceg, 1965-től IV. Tupou Taufaʻahau néven tongai király | 1949. december 12. – 1965. december 16.  |
| Fatafehi Tuʻipelehake herceg                                               | 1965. december 16. – 1991. augusztus 21. |
| Vaea of Houma báró                                                         | 1991. augusztus 21. – 2000. január 3.    |
| Ulukalala Lavaka Ata herceg                                                | 2000. január 3. óta                      |

### Közigazgatási beosztás
| Körzet    | terület (km²) | Lakosság (2005) | Székhely   |
| --------- | ------------- | --------------- | ---------- |
| Eua       | 87,44         | 5 278           | Ohonua     |
| Haʻapai   | 109,98        | 8 593           | Pangai     |
| Niuas     | 71,69         | 2 119           | Hihifo     |
| Tongatapu | 260,48        | 70 670          | Nuku’alofa |
| Vavaʻu    | 121,00        | 16 917          | Neiafu     |
| összesen  | 650,59        | 103 577         | Nukuʻalofa |

### Védelmi rendszer

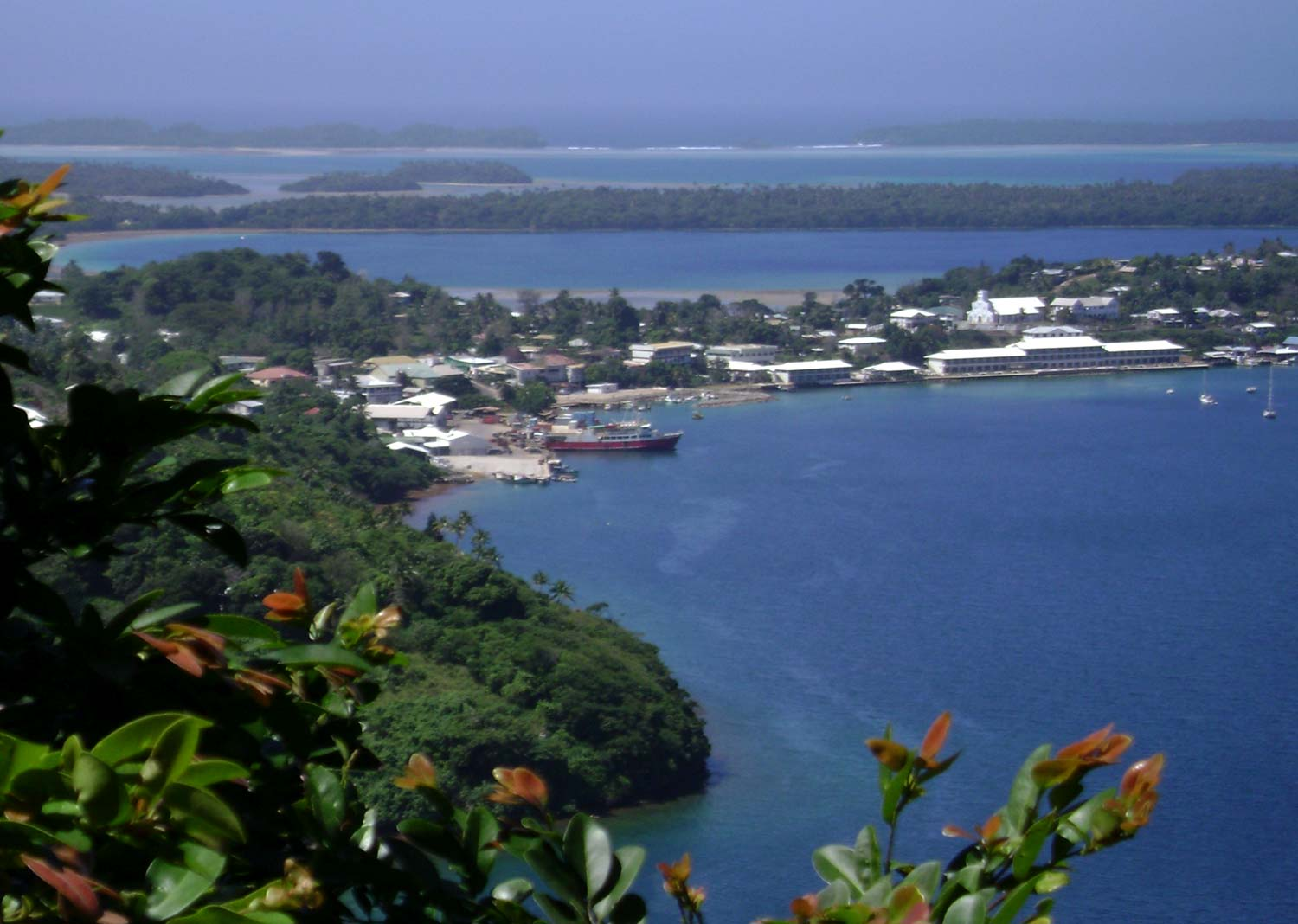
Neiafu

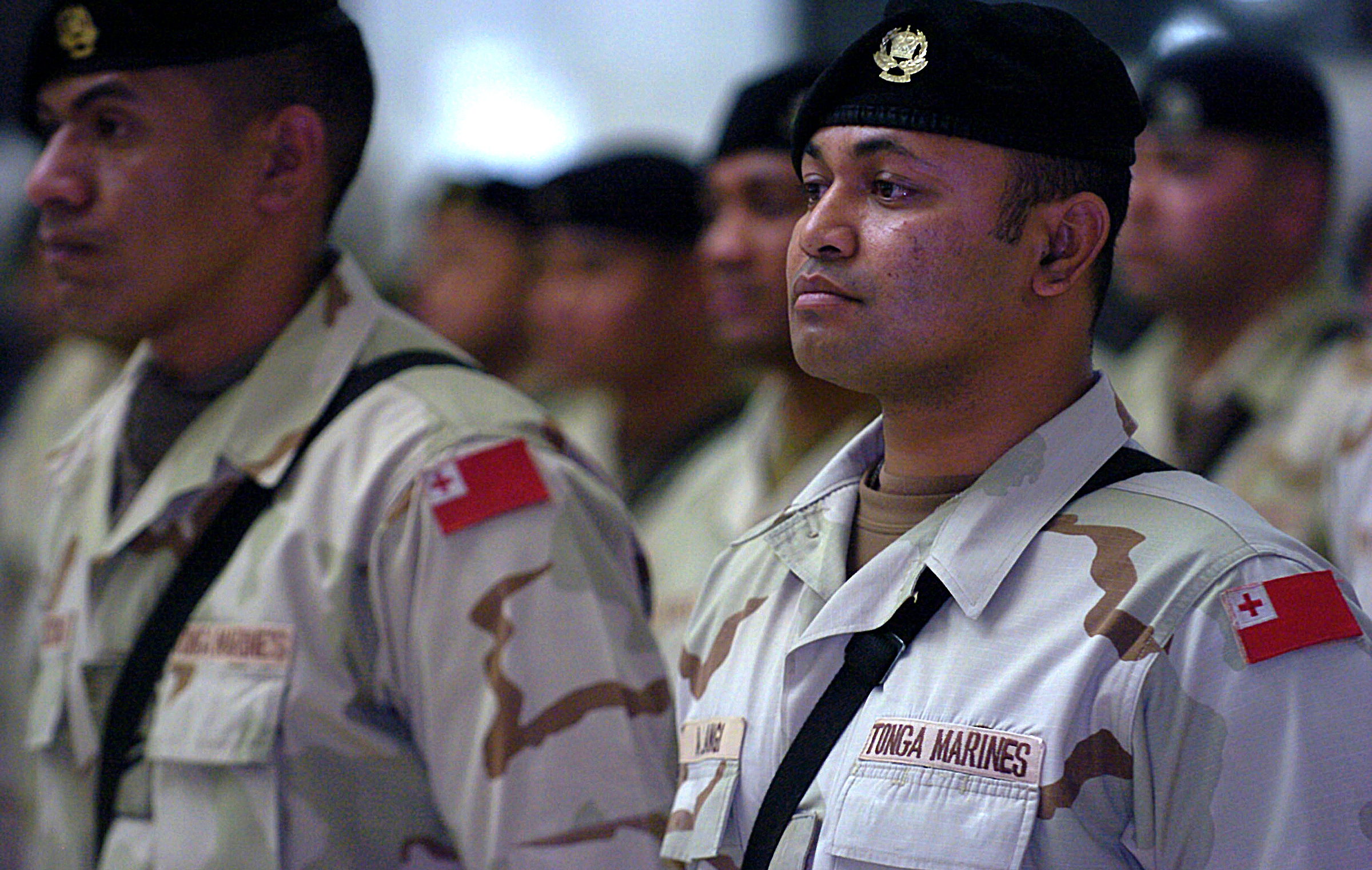
Az Irakban bevetett tongai tengerészgyalosok

A hadsereg három fő műveleti egységre és két kisegítő egységre tagozódik, amely kisegítő egységek felelnek a logisztikáért és a kiképzésért. A fő műveleti egységek a reguláris egység, a területi egység és az aktív tartalék. A reguláris egység fő részei a szárazföldi, a tengeri és a támogató védelmi erő.
A tongai kormány támogatta az Amerikai Egyesült Államok beavatkozását Irakban, és 2004 végén több mint 40 katonát küldött az amerikai haderő részeként Irakba. 2004. december 17-én tértek haza. A tongaiak 2007-ben küldték a második csapatot, majd 2008-ban folytatták az együttműködést. Az utolsó csapat 2008 végén tért haza, veszteséget nem jelentettek.
2010-ben a tongai hadsereg vezetője, Tauʻaika ʻUtaʻatu Londonban aláírt egy szerződést arról, hogy legalább 200 fős egységet küld Afganisztánba, hogy támogassa a Britain's International Security Assistance Force tevékenységét. Ez a küldetés 2014 áprilisában ért véget, és az Egyesült Királyság minden hazatérő katonát kitüntetett az Operational Service Medals érdemrenddel a tiszteletükre rendezett parádén.
Tonga katonákat és rendőröket küldött a Pápua-Új-Guineában kialakult Bougainville konfliktusba, és a Salamon-szigeteket segédcsapatokkal támogatta az ausztrál RAMSI erőket.

### Társadalmi konfliktusok
IV. Tāufaʻāhau Tupou és kormánya több kockázatos gazdasági döntést hozott, és azzal vádolták, hogy dollármilliókat pazarolnak el rossz befektetési döntéseikkel. A problémákat tetézte, hogy különféle módokon megpróbálták plusz bevételhez juttatni az államot: az 1990-es években a koronaherceg javaslatára radioaktív hulladéktemetőt építtettek, védett személyeknek szóló útleveleket adtak el, és olyan külföldi hajókat regisztráltak, amelyek illegális tevékenységet végeztek, például támogatták az Al-Kaidát. Emellett bejelentették, hogy műholdat bocsátanak fel, amin azonban nem az állam, hanem a királyi herceg nyert; egy használhatatlan Boeing 757-tel terveztek hosszú távon utasokat szállítani, azonban az nem tudott leszállni az aucklandi reptéren, ami csődbe juttatta a Tongai Királyi Légitársaságot; szállodát és kaszinót építtettek egy reptér mellé, azonban a befektetőtársról kiderült, hogy az Interpol körözi; és gyárat alapítottak, ami kínai exportra termelt cigarettákat az egészségügyi tisztviselők tanácsával és az évtizedek óta tartó egészségügyi propagandával szemben.
A király hiszékenysége miatt 26 millió amerikai dollárt veszített. A rendőrség bebörtönözte a demokráciapárti vezetőket, és elkobozták az Új-Zélandon nyomtatott The Tongan Times számait, mivel a szerkesztő élesen bírálta az uralkodó hibáit. A kormányt kritizáló ʻAkilisi Pōhiva által szerkesztett Keleʻa lapot ekkor nem tiltották be. A szerkesztőt azonban több alkalommal törvénysértéssel vádolták meg.
2003 közepén a kormány alkotmányt módosított, amivel korlátozta a sajtószabadságot. A módosítást a kormány és a királypártiak védték a hagyományos értékekre hivatkozva. Az engedély feltételévé tették, hogy legalább 80%-ban Tongán élő tongaiak legyenek a tulajdonosok. 2004 februárjában megtagadták az engedélyt a főbb ellenzéki lapoktól, mint a Taimi ʻo Tonga (Tongan Times), a Keleʻa, és a Matangi Tonga. Csak kormánypárti vagy egyházi lapokat engedélyeztek.
A törvény ellen tiltakozó felvonulást tartottak a fővárosban, a király unokaöccse, Tuʻi Pelehake felhívására. Ausztráliában és más országokban is tartottak felvonulást a demokratizálódásért, és annak az érdekében, hogy a módosítást bíróság vizsgálja felül. Ez utóbbit 160 aláírás erősítette meg, köztük a közrendűek 9 képviselője közül 7 aláírásával. Tupoutoʻa koronaherceg és Pilolevu királyi herceg nem válaszolt a tüntetők beadványára, azonban veszélyesnek vélték a változásokat, mivel azok megingatják az addig megszokott berendezést, és további nyomás alá helyezik a kormányt.
2005-ben a kormány hetekig egyezkedett a sztrájkoló közszolgákkal. A civil megmozdulások kiterjedtek Új-Zélandra is, ahol a király rezidenciája előtt tüntettek. Az alkotmány vizsgálatára bizottságot hívtak össze 2005-2006-ban. A miniszterelnök, ʻAhoʻeitu ʻUnuakiʻotonga Tukuʻaho (Lavaka Ata ʻUlukālala) herceg (ma VI. Tupou király) 2006. február 11-én lemondott, és minden kormányzati pozícióját feladta. Helyét a megválasztott Dr Feleti Sevele munkaügyi miniszter fogadta el. Kaliforniában 2006 júliusában autóbalesetben meghalt Tuʻipelehake ʻUluvalu, a felesége és a sofőrjük. Az alkotmányt vizsgáló bizottság társelnöke volt.

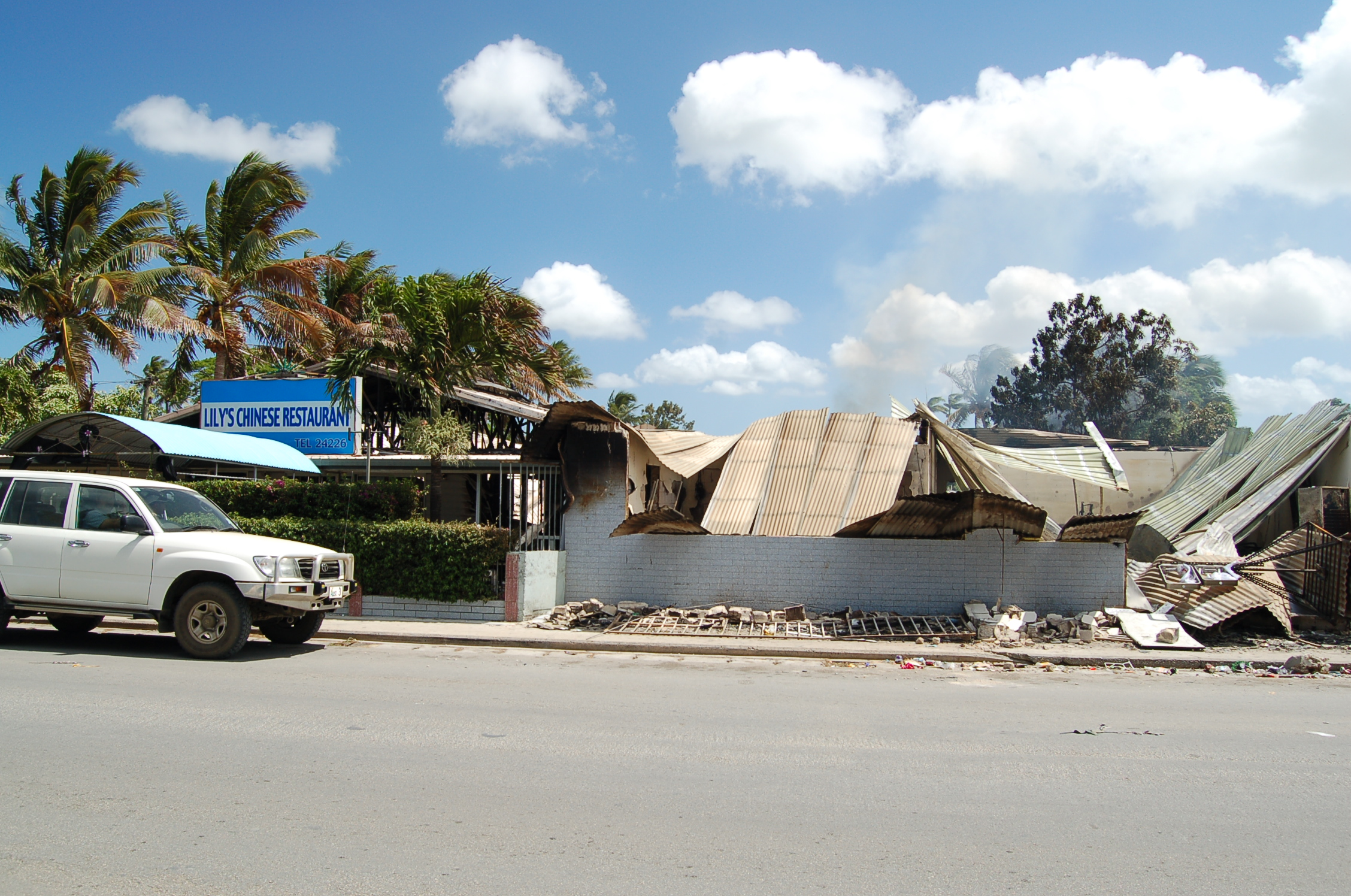
Kiégett kínai étterem Nukuʻalofában

V. Tupou György király trónra lépésekor, 2006 szeptemberében a közösség további demokratizálódást várt el. 2006. november 6-án zavargások törtek ki a fővárosban, amikor a demokráciapártiak úgy látták, hogy nem lesz változás az ügyben. Boltokat, irodákat és kormányzati épületeket gyújtottak fel és raboltak ki. A külváros 60%-át romba döntötték, és 6 ember meghalt.
2008. július 29-én a király bejelentette, hogy hatalmának nagy részét átruházza a miniszterelnökre, és visszavonul a napi kormányzati döntésektől. Ez része a 2010-es választásra való felkészülésnek. Az előző héten azt jelentették be, hogy a király eladja az állami vagyon nagy részét, amiből sok jövedelme származott.
2012. március 15-én V. Tupou György királyt egy hongkongi kórházba szállították tüdőgyulladással. Később vérrákot diagnosztizáltak nála. Állapota gyorsan romlott, és 2012. március 18-án 15:15-kor meghalt. VI. Tupou néven öccse követte.

## Népesség

### Általános adatok

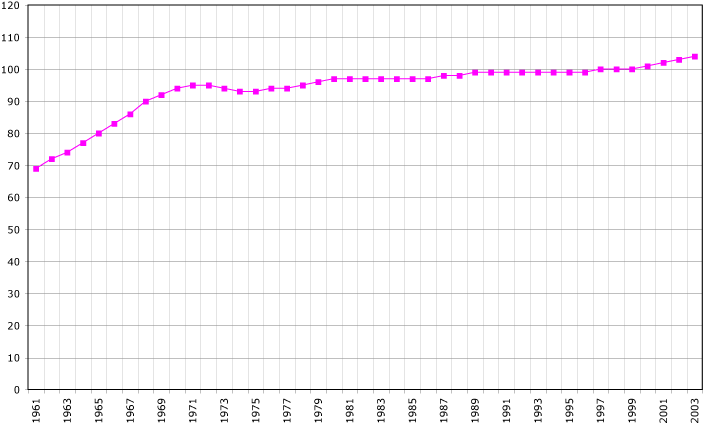
Tonga lélekszáma ezrekben 2005-ig a FAO adatai szerint

A BMI adatok alapján a lakosság 90%-a túlsúlyos és 60%-a kórosan elhízott a NIH értelmezésében. A 15-85 éves nők 70%-a kórosan elhízott. Tongán és Naurun a legnagyobb a túlsúlyosak és az elhízottak aránya.

### Legnépesebb települések
A lakosság 70%-a Tongatapun él.Habár egyre növekvő számban költöznek az egyetlen városi és kereskedelmi központba, Nukuʻalofába, az ország legnagyobb része vidékies maradt. A kivándorlás ellenére a népesség az 1930-as évekbeli 32 ezerről 1976-ra 90 ezerre nőtt.

### Etnikai, nyelvi megoszlás

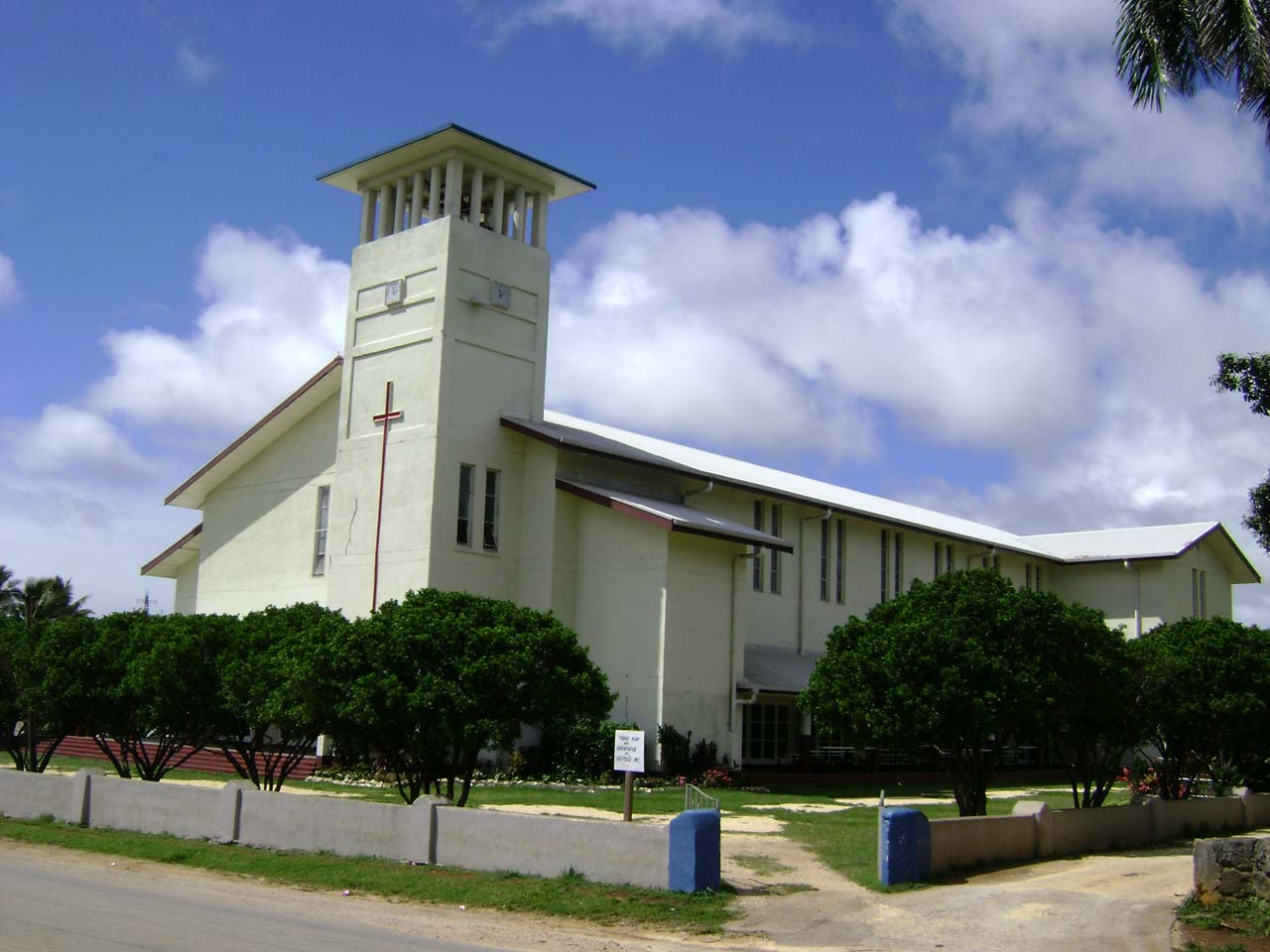
Free Wesleyan Church

A kormányzati portál szerint a tongaiak leginkább polinézek egy kis melanéz beütéssel. Ők a népesség 98%-át teszik ki. A lakosság 1,5%-a vegyes származású tongai, a maradék európai, főleg angol, kevert származású európai, vagy más csendes-óceáni szigetekről származó. Egy új-zélandi újság szerint 2001-ben az országban 3000-4000 kínai élt, ami a teljes népesség 3-4%-a. A 2006-os zavargások fő célpontjai a kínai üzletek voltak, emiatt a legtöbb kínai elhagyta az országot, és csak 300-an maradtak.
A tongai nyelv Tonga hivatalos nyelve az angollal együtt. A polinéz nyelvek közé tartozik, és közeli rokona a hawaii, a wallisi, a niueai és a szamoai nyelveknek.

### Vallási megoszlás
2006-ban a tongaiak több, mint egyharmada metodista volt, emellett az utolsó napi szentek, a katolikusok, a Tongai Szabadegyház, az adventisták voltak a legfőbb keresztény felekezetek. A 2011-es népszámlálás adatai szerint a lakosság 90%-a valamilyen keresztény egyház vagy irányzat követőjének vallotta magát, melyek közül a négy legnagyobb a következő:
- Metodisták (36 592 vagy 36%)
- Utolsó napi szentek (18 554 vagy 18%)
- Római katolikusok (15 441 vagy 15%)
- Tongai Szabadegyház (11 863 vagy 12%)

### Szociális rendszer
A király, a családja és egy egyre növekvő réteg jóllétben él, de főleg vidéken nagy a szegénység. A társadalmi egyenlőtlenségeket az oktatás, az egészségügy és a földbirtoklás csökkenti.
Az általános iskolai oktatás kötelező, 6-tól 14 éves korig tart. Az általános iskolák 8, míg a és a középiskolák 90%-a egyházi, a többi állami. A felsőoktatás tartalmaz pedagógusképzést, egészségügyi szakokat; emellett van egy női üzleti főiskola, egy kicsi magánegyetem, és több magániskola agrárszakokkal, azonban népszerűbbek a tengerentúli képzések.

## Gazdaság

### Általános adatok
A trópusi éghajlatú szigeteket őserdő borítja. A pénzügyi szektor jelentősége kicsi, és a gazdaság erősen függ a külföldön dolgozók által hazaküldött keresettől. Sokan Ausztráliából, Új-Zélandból vagy az Amerikai Egyesült Államokból támogatják családjukat.
A fejlesztési tervek támogatják a magánszektort, a vanília és a töktermesztést, a turizmust, a közlekedést és a tömegkommunikációt. Mindezek nagyot fejlődtek, de további fejlesztést látnak szükségesnek.

### Gazdasági ágazatok

#### Mezőgazdaság

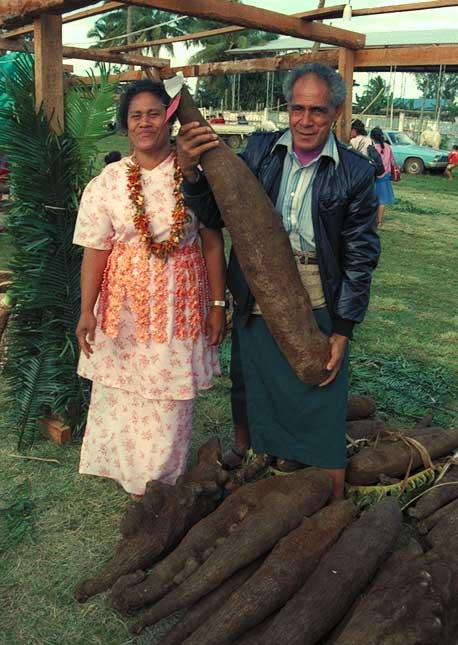
Tongaiak a jamszgyökérrel

Vidéken a háztáji gazdaságok és az ültetvények dominálnak. A gazdaság alapja a növénytermesztés (banán, vanília, kókuszdió, kávécserje, manióka, taró) és a halászat. A feudális birtokrendszer maradványai nem ösztönzik a földműveseket arra, hogy fákat telepítsenek arra a földre, amely nem az ő birtokuk. Az állattartásban a sertés és a baromfi a legfontosabb. A lovakat igavonásra tartják. Emellett más jószágaik is vannak, és a marhahús importja hanyatlik. A gazdaság számára jelentős könnyebbséget jelentett a Japánba irányuló export, de a földművesek bizalmatlanok a külföldi piacok iránt a nagy áringadozások miatt.

#### Ipar
Az iparban jellemző a bedolgozás. Emellett még néhány kisvállalkozás működik, amelyek a GDP 3%-át termelik meg. Nincs szabadalmi törvény Tongán. Az 1996-ban alakult Tongai Kereskedelmi és Ipari Kamara képviseli a tagság érdekeit, támogatja a fejlesztéseket és a magánszektort.
A fosszilis üzemanyag és energiatermelés várható kimerülése miatt, és azért, mert egyre drágább és szennyezi a környezetet, a kormányzat figyelme a megújuló energiaforrások felé fordult. Az IRENÁval közösen Tonga megalkotta hosszú távú energiastratégiáját, ami egyaránt támogatja a fő és a többi sziget fejlesztését. A program középpontjában a napenergia áll, amely az egyes háztartásokat saját mini erőművel látja el, és segíti a szükséges személyzet kinevelését, továbbá a már telepített rendszer üzemeltetését és karbantartását is.
Az egyedüli jelentős ipari ágazat az élelmiszeripar volt, amelyet a világpiaci árak zuhanása tönkretett. Az építőipart leginkább a segélyek és a hazaküldött pénzek éltetik. Cserébe a miniszterelnöki hivatal egy újabb osztályt nyitott a külföldön élő tongaiak támogatására. 2007-ben törvényt hoztak a kettős állampolgárság engedélyezéséről. A válság miatt a hazaküldött összegek nagy mértékben csökkentek.

#### Kereskedelem, bank és szolgáltatások

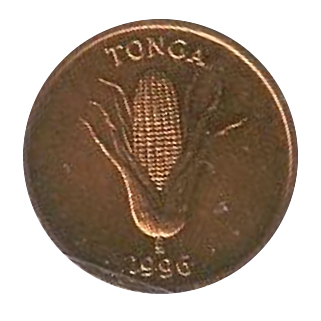
Tongai egycentes (seniti taha)

A bankszektorban és a szolgáltatásokban a királyi család és a nemesség túlsúlya jellemző. Tongát 2008-ban a Forbes magazin a hatodik legkorruptabb államnak nevezte. 2011 márciusában az Euromoney Country Risk a 165. legbiztonságosabb befektetési célpontként jelölte meg.
A kereskedelem jelentéktelen, és a Csendes-óceán szigetvilágának nemzetközi kereskedőhálózatai uralják. Az első kereskedelmi bankot 1974 szeptemberében alapították.
A turizmus még fejletlen, de a kormányzat felismerve jelentőségét a fejlődésben erőfeszítéseket tesz annak érdekében, hogy növelje a belőle származó bevételeket. A sétahajók gyakran kikötnek Vavaʻun, ahol lehet nézni bálnákat, továbbá van lehetőség horgászni, szörfölni és fürödni. Az erőfeszítéseknek hála Tonga egyre jelentősebb úticéllá válik a Csendes-óceánon. Egyelőre azonban mindössze évi 90 ezer utazó látogat el ide.
2005-ben az ország alkalmassá vált arra, hogy a WTO tagjává váljon, de csak 2007-ben lépett be.

#### Az országra jellemző egyéb ágazatok
Sok szigetre még nem vezették be az áramot, ezért ott gázolajjal termelik. 2009-ben a GDP 19%-át gázolajra költötték, ami az import 25%-át tette ki. Ezeken a szigeteken fenntartható módon szeretnének áramot termelni, ami csökkentené a hálózat kiépítésének költségeit.
Az IRENA támogatásával Tonga elkészítette a 2010–2020 Tonga Energy Road Map (TERM) terveit, ami a gázolaj importjának 50%-os csökkentését irányozza elő. Ez többféle megújuló energiaforrás bevonását tartalmazza, többek között nap- és szélenergiát is termelnek, és más újításaik is vannak.

## Közlekedés
Az ország lakói több külföldi légitársaság közül tud választani: Air New Zealand, Air Pacific és Polynesian Airlines. A repülőgépek Tongáról Szamoára, Ausztráliába, Új-Zélandra és a Fidzsi-szigetekre repülnek.

## Telekommunikáció
| Hívójel prefix | A3 |
| ITU zóna       | 62 |
| CQ zóna        | 32 |

## Kultúra
Tonga a késő Lapita-korszak óta vagyis körülbelül 3000 év óta lakott. Az európai felfedezők érkezése előtt gyakori kapcsolatban álltak legközelebbi szomszédaikkal, Fiji és Niue népeivel. A 19. században az európai kereskedők és misszionáriusok érkezése a kereszténység felvételéhez vezetett. 2013-ban a lakosság 98%-a kereszténynek vallotta magát. Emiatt egyes régebbi szokásokat újak váltottak fel.
A mindennapi életet a polinéz hagyományok és a keresztény vallás határozza meg. Így az összes kereskedelmi tevékenységet és nyilvános szórakozást felfüggesztik szombat éjféltől vasárnap éjfélig, és az alkotmány is rögzíti, hogy a sabbat (a legtöbb nyelvtől eltérően vasárnap) mindörökké szent.[forrás?]
Jelenleg Tonga a tengerentúli országokkal áll szoros kapcsolatban. Sokan Ausztráliába, Új-Zélandra vagy az Amerikai Egyesült Államokba vándoroltak ki a jobb megélhetés reményében. A kivándoroltak továbbra is kapcsolatban maradtak családjukkal, és Tonga jövedelmének jelentős részét teszi ki az otthon maradott családtagok támogatása külföldről.

### Oktatási rendszer
Az országban az alapfokú oktatás ingyenes és kötelező. A középiskolákban a tandíj névleges. A felsőoktatásban külföldi alapítású ösztöndíjak támogatják a képzést.
A népesség viszonylag jól képzett, az írástudók aránya 98,9%. A diplomások aránya is kiemelkedő, bár végzettségétüket legtöbbjük külföldön szerezte.

### Művészetek

#### Népművészet

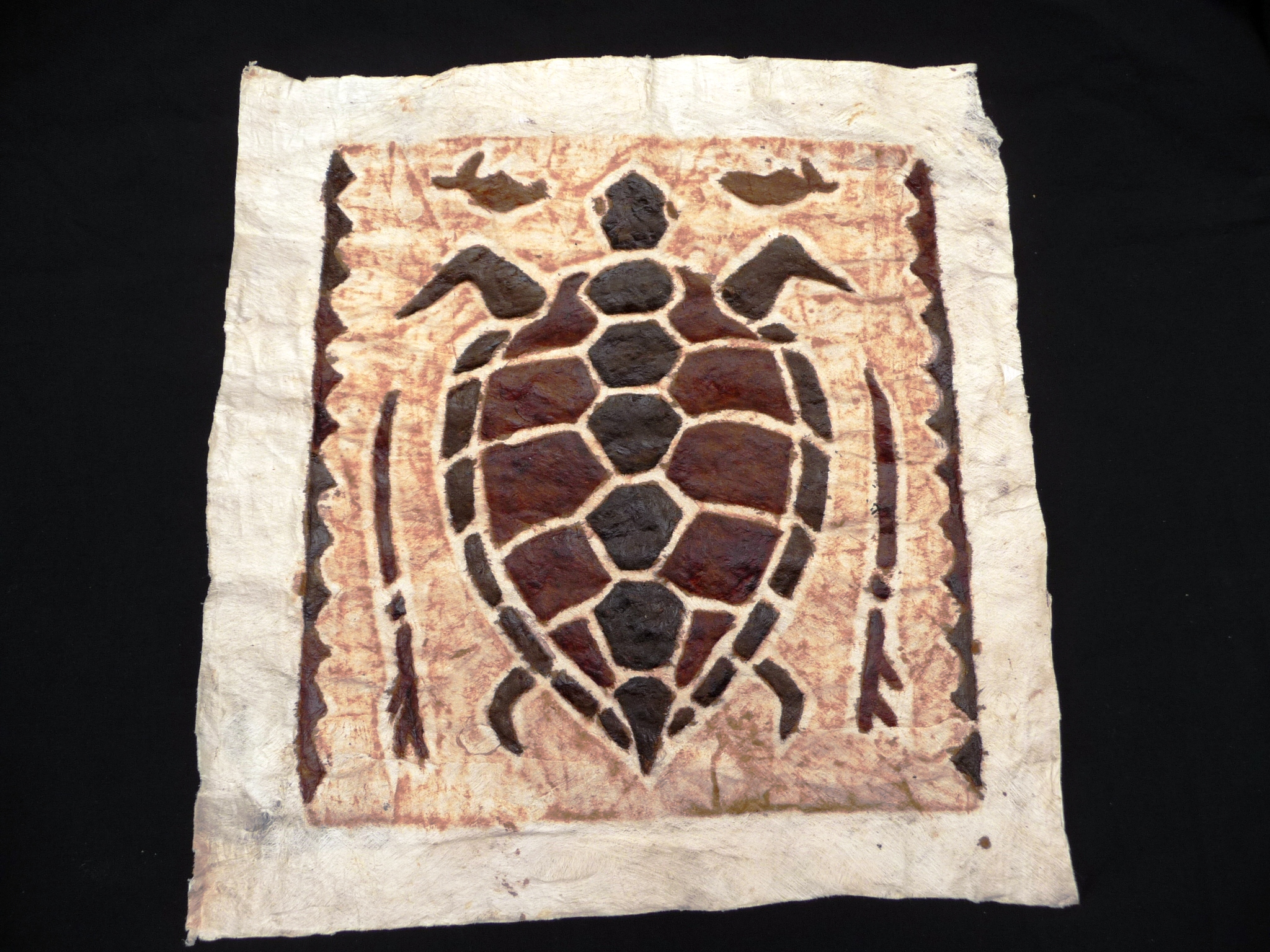
Pápua-Új-Guineán készült tapa

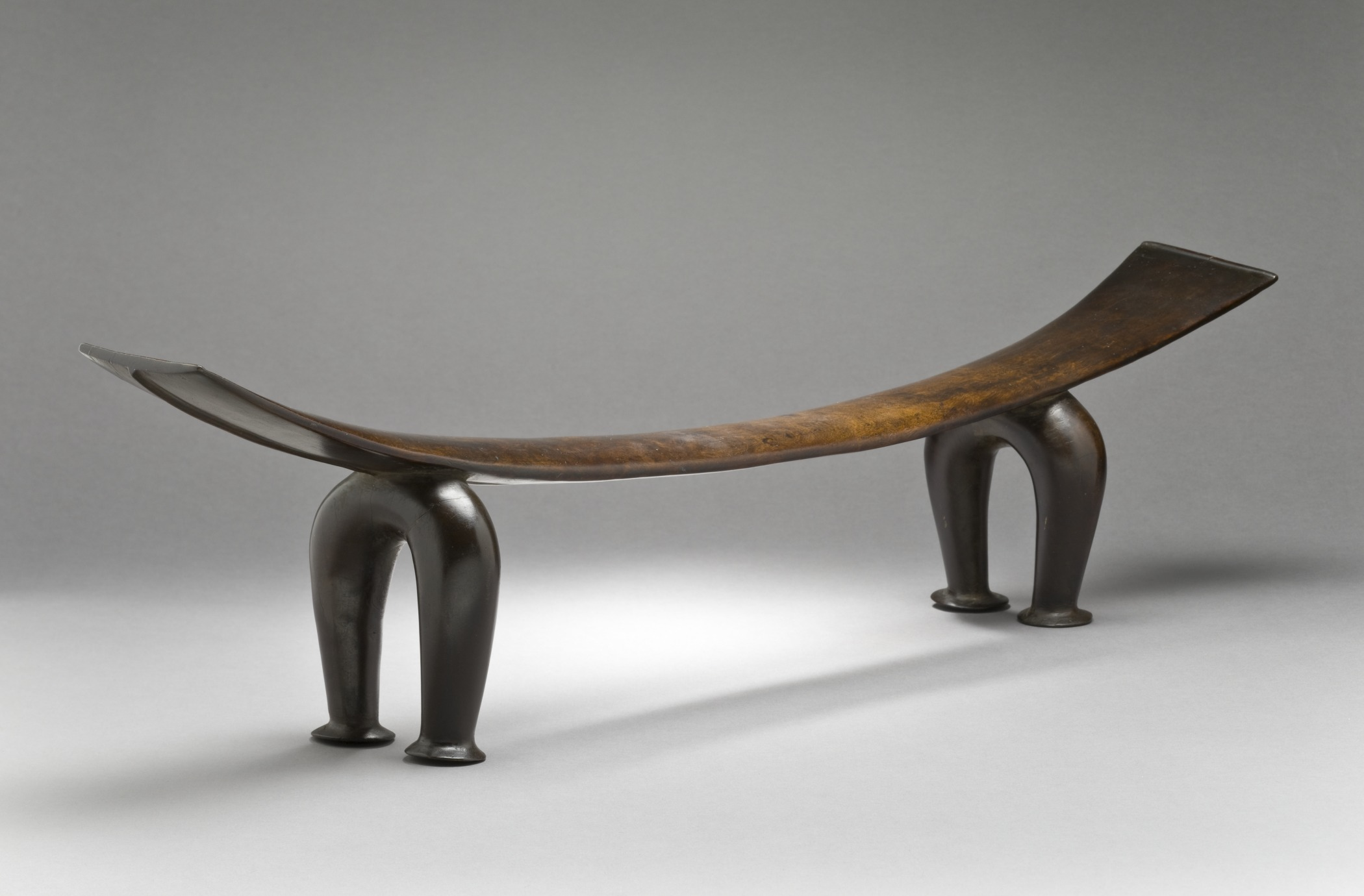
Nyaktámasz 1850 körülről, a LACMA gyűjteményből

Hagyományosan a nők foglalkozása volt a ruhaneműk, szőnyegek készítése. Ezeket különféle alkalmakkor elcserélték, így a nők is hozzájárultak a család vagyonának gyarapításához. Az ágy az egymásra pakolt szőttesekből állt. Napos időben kiteregették ezeket szellőzni. A takarók mellett készültek szőnyegek, ágyékkötők, és derék köré köthető füzérek is. Sokuk nemzedékeken át öröklődött, így egyre értékesebbnek számított. Tonga koronaékszerei is közülük kerülnek ki, és csak különleges alkalmakkor teszik őket közszemlére.
A nyugati kapcsolatok előtt sok tárgy, fegyverek, fejtámasz, edények, szobrok és domborművek készültek fafaragással. A mesterek elefántcsont és kagylóhéj berakást is tudtak készíteni. A kenuk lehettek mindennapi használatúak, harci kenuk, vagy ünnepi alkalmakra készült díszes darabok.
A múltban a férfiak sok tetoválást viseltek. Cook idején csak a Tui Tonga nem viselt tetoválásokat, mivel túl magas volt a rangja ahhoz, hogy mások megérintsék. Később szokássá vált, hogy a fiatal Tui Tonga Szamoán tetováltatja magát. A misszionáriusok erősen helytelenítették a tetoválásokat, így az erősen visszaszorult. Ma a férfiak kisebb tetoválásokkal díszíttetik magukat; ezzel azt is mutatják, hogy jól tűrik a fájdalmat. A minták történeteket is elmesélnek. Néhány nő is viseli magán ezeket a mintákat.
Építészetében Szamoára emlékeztet. A hagyományos lakóépület hajlott teteje farönkökön áll, a benti teret szőttesek tagolják. Hogyha felerősödött a szél, akkor leeresztették a tetőt, így a szél elfújt fölötte, és a családnak nem esett bántódása. A kőépítészet emlékei a kősírok és a Ha'amonga 'a Maui. Hasonló építmények több szigeten is találhatók. A régészek többet több száz vagy ezer évre datálnak.

#### Modern művészet
Néhány vidéki templomot szabadkézi festmények díszítenek. Az ábrák sematikusak, és kereszteket, virágokat és a textilművesség hagyományos alakzatait ábrázolják.
Az 1970-es években egy kis gyár működött Nukuʻalofa mellett, ami korallokból és teknőspáncélokból készített gyöngyöket a turistáknak. Nincsenek arról hírek, hogy ez a gyár működik-e még. Lehet, hogy azóta már a kormány védetté nyilvánította a tengeri teknősöket és a korallokat, így a gyárat lehet, hogy be kellett zárni.
A hagyományos öltözéket kombinálják az európai ruhákkal. A nők hosszú sarongot viselnek, amire kofut, vagy nyugati stílusú ruhát öltenek. A férfiak rövid sarongját póló, ing, vagy ing és öltönykabát egészíti ki. Egyes metodista lelkészek hosszú zakót hordanak, ami Európában már évszázadokkal ezelőtt kiment a divatból. Ezt helyben varratják.
Nukuʻalofában több szabászat is működik. Férfiaknak készítenek tupenut és zakót, nőknek tupenut hozzá illő kofuval. A női ruhákat nyomtatott minta díszíti.
A nők eltanultak több európai kézimunkatechnikát és gépi varrást is, így otthon is készítenek ingeket, kofukat és iskolai egyenruhákat. A kötött árukat Nukuʻalofa piacán adják el. A horgolást és a hímzést a Queen Sālote College terjeszti, ahol a lányok párnahuzatot, ágytakarót hímeznek, és terítőket, ágytakarókat és csipkedíszeket horgolnak. Ezek azonban nem jöttek divatba, mert az országban nem termelnek ezekhez alapanyagokat, ezért importálni kell őket, tehát csak a városokban lehet őket megvásárolni. Emiatt a vidékiek inkább a hagyományos technikákat alkalmazzák.

#### Zene és tánc

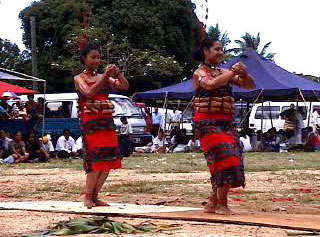
A tongai tauʻolunga tánc kezdete

Keveset tudunk a felfedezők megérkezése előtti zenéről és táncról. Cook kapitány és William Mariner dobszóval kísért éneklésről tudósított, ami a hagyományos táncokat kísérte. Feltehető, hogy játszottak ezeken a hangszereken is: lali más néven slit-gong, és orrfurulya. A főbb ünnepeken még ma is éneklik a hagyományos énekeket, és több táncot (ula, ʻotuhaka és meʻetuʻupaki) még ma is táncolnak.
A legjobban azok a dalok és zenék őrződtek meg, melyeket a királyi és nemesi temetéseken és esküvőkön adnak elő, vagy megbocsátási szertartás alkalmával énekelnek (lou-ifi). A Tonga Rádió műsorát az orrfurulya virtuózának, a nemes Honourable Veʻehala felvételével kezdi. Az orrfurulyán képzett zenészek játszanak különleges alkalmakkor, és a hagyományos dallamokat adják elő.
A metodisták ismertek arról, hogy himnuszokat énekelnek, amely szokást a misszionáriusok Tongán is elterjesztettek. Ezek az énekek hagyományos tongai hangolásban és egyszerű, rövid tongai szöveggel íródtak. Többnyire a hagyományos tongai hangjegyírásban jegyzik fel őket.

### Hagyományok, néprajz
A felnőttkor küszöbét elérő fiúkat részlegesen körülmetélik a bibliai szokásokra hivatkozva. Ezt az eseményt ünnepség követi, amin a családtagok mellett a barátok is részt vesznek. Ezután a fiúk már felnőttnek számítanak. Az 1950-es évekig megünnepelték a lányok első menstruációját. Hagyományosan a már felnőtt fiú- és lánytestvérek nem tartózkodhatnak egy helyiségben. A kereszténység felvétele előtti tabuból származó szokás a tévé elterjedésével párhuzamosan megszűnőben van.
A temetések látványos, sok embert megmozgató események, még ha a család szegény is. A rokonok még messziről is eljönnek. Fekete ruhát öltenek, derekukat gyékényszövettel övezik, amelynek mérete mutatja a rokonság távolságát. A költségek gyakran még a nagyobb családot is súlyosan megterhelik, emiatt olyan eseményként tartják számon, amitől tönkre lehet menni.
A kereszténység felvétele előtt ugyan kívánatos volt, hogy a lányok megőrizzék szüzességüket a házasságig, de nem volt követelmény. Csak a nemesek, vagy az uralkodócsaládban vették komolyabban, és vizsgáltatták meg a menyasszony szüzességét, de a vizsgálatot végzők sokszor csaltak, hogy kedvezzenek a menyasszonynak. A szerelmesek gyakran a parton vagy a bozótosban találkoztak. Ha az együttlétből gyerek született, akkor a lány szülei azt elismerték sajátjukként. A férfi homoszexualitás elismert volt; nőknek öltözve és a nők szerepkörét betöltve éltek. Alkalmi szexuális kapcsolataik voltak, és nem számított megvetendő dolognak, ha egy férfi velük szexelt. A nemesség és a királyi család inkább egymás között házasodott, és akár közeli rokonukkal is házasságot kötöttek, hogy nehogy elkeveredjenek a közemberekkel, és nehogy elveszítsék a státust vagy a rangot. Szokásban volt a különösen csinos fiúkat kiválasztani, felmenteni a nehéz munka alól, és még szépíteni is, hogy ellenállhatatlanná váljon a főnök lányai számára, és a születendő gyermek emelje a család rangját. A válás egyszerű volt: a feleség bejelentette, hogy hazamegy. Az elvált nőket a fiútestvéreiknek kellett eltartaniuk.
A kereszténység felvétele óta a válás már nem ilyen egyszerű, sőt, a katolikus egyház nem ismeri el a házasság felbontását. A városi fiatalság tánccal és együttléttel kísérletezik. A homoszexuális férfiakat a Miss Galaxy Pageant szépségkirályválasztáson ünneplik. Az ünnepség fő védnöke Lupepauʻu hercegnő, a király unokája.
A nemzeti rögbiválogatott minden mérkőzése előtt egy hagyományos harci táncot ad elő.

### Gasztronómia

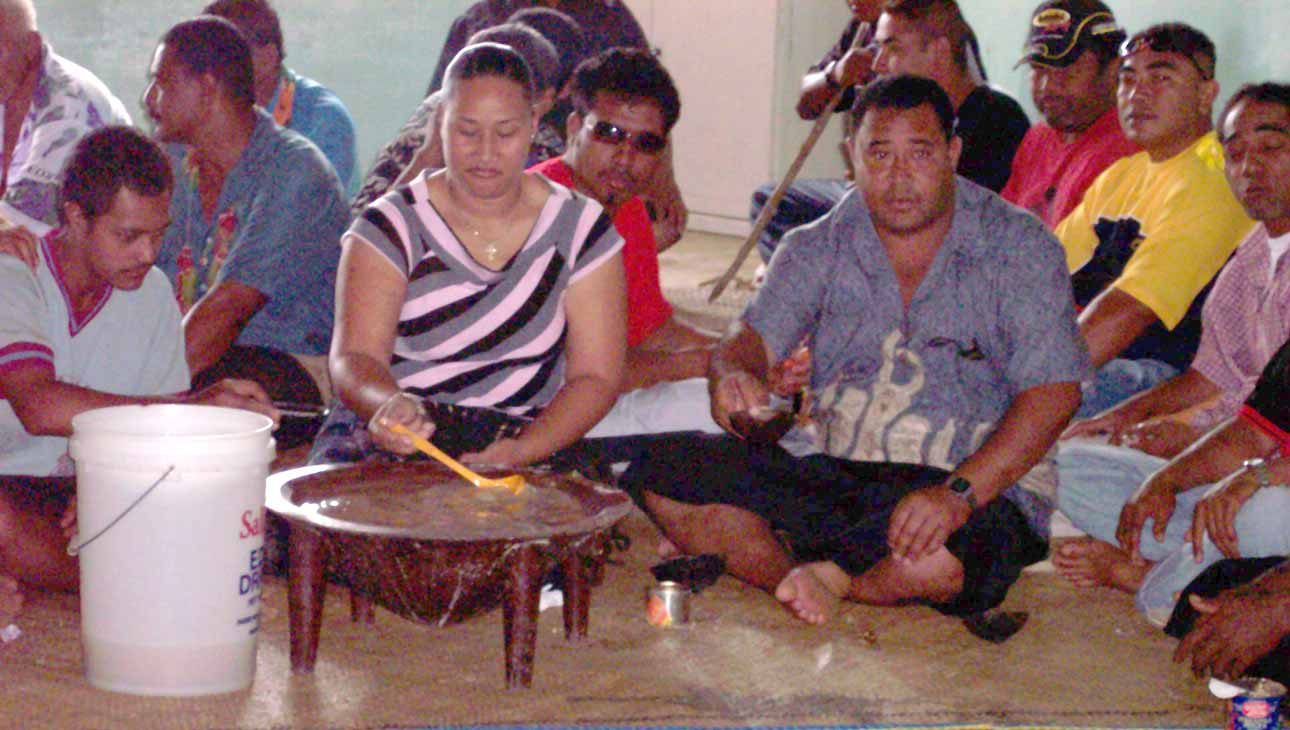
Kava szertartás

A hagyományos alapanyagok: gumós madársóska, taró, banán, kókusz, hal és kagyló. A hozzávalókat a férfiak főzték meg ebédre; a vacsora és a reggeli az ebéd maradéka volt. A kagylót rendszerint nyersen fogyasztották. Ami ezután megmaradt, azt a disznóknak adták. Gyakran ittak kókusztejet. A kenyérfa termését is megsütötték, amikor szezonja volt. Tyúkot is tartottak. Disznót különleges alkalmakkor öltek, mint esküvő, temetés vagy egy főnök látogatása.
A gumós madársóskát néhány hónapig tudták tárolni. A többit megosztották egymással, vagy disznókkal etették meg.
Az európaiakkal való érintkezés következményeként számos új növényt ismertek meg, így a maniókát, a görögdinnyét, a citrusféléket, hagymaféléket, sárgarépát, káposztát, paradicsomot és tököt. A görögdinnye leve kókusztejjel keverve népszerű ital, ami 'otai néven ismert.
Jelenleg a tongai konyha sok import fűszert és cukrot használ. A reggeli sokszor fehér kenyér üdítővel a hagyományos gumós madársóska és disznósült helyett. Népszerűek a készételek, még a távoli falvakban is. Egy nagy kedvenc a marhahúskonzerv, egy másik a konzerv hal. Az üdítőkön kívül isznak teát és kávét is.
A földbe vájt kemence helyett ma használnak gáz- vagy villanytűzhelyet, vagy a szabadban nyílt tűzön főznek a nők. Sok helyen a tűzhelyet fával fűtik. Az étkezések súlya is megváltozott, ma a vacsora a főétkezés, már csak azért is, mert akik messzire járnak tanulni vagy dolgozni, azok is együtt ehetnek a többi családtaggal.
Az alkoholfogyasztás ritka, és inkább csak férfiak isznak. Az italok közül népszerű az Új-Zélandról származó sör, vagy a házilag készült, pálinkaszerű hopi, amit vízből, cukorból vagy gyümölcsből és élesztőből főznek. Az államnak monopóliuma van az italok importjára, így a külföldi italok csak korlátozott körben és mennyiségben forgalmazhatók. A hopira nincs ilyen korlátozás. Rendszerint a férfiak félrevonulnak inni, és addig isznak, amíg le nem részegednek. Kocsmai verekedések előfordulnak.
Tonga lakosságának 90%-a túlsúlyos, és több, mint a fele kórosan kövér. Az elhízás következményei komoly terhet rónak a társadalombiztosításra. Ennek az az oka, hogy közkedvelt az olcsó és zsíros marha- és birkahús. A kövérségre gyakran még ma is tisztelettel tekintenek, habár gondolnak az egészségügyi kockázatokra is.

## Sport

### Rögbi
Tonga nemzeti sportja a rögbi. A lakosság 20%-a aktív sportoló. A rögbi az iskolákban is népszerű, és az olyan iskolák tanulóit, mint a Tonga College és Tupou College ösztöndíjakkal csábítják át Japánba, Ausztráliába és az Amerikai Egyesült Államokba. A világranglistán az ország a 17. helyen áll. Az utolsó években egy rögbistadiont kezdtek el építeni.
A nemzeti válogatott, az ʻIkale Tahi, angol nevén Sea Eagles jól szerepel a nemzetközi versenyeken. Az 1987-es évtől kezdődően összesen hat világkupán vett részt. A 2003-as ausztrál és a 2007-es francia világbajnokságra is bejutott. Ezek voltak a válogatott legsikeresebb évei, ahol a négy meccs közül kettőt megnyerve a negyeddöntőbe jutott. 2007-ben Tonga megnyerte az első két meccset: az Amerikai Egyesült Államok ellen 25–15-re, Szamoa ellen 19–15-re. Csak kevéssel kaptak ki a Dél-Afrikai Köztársaság csapatától 30–25-re. Utolsó meccsüket Nagy-Britannia ellen játszották, és 36–20-as vereségük miatt nem vehettek részt a kieséses szakaszban, viszont mivel harmadikként végeztek e mögött a két csapat mögött, bejutottak a 2011-es világbajnokságra.
2011-ben Tonga legyőzte Japánt 31-18-re, és Franciaországot 19-14-re a csoportfordulóban. A negyeddöntőbe azonban nem tudott bejutni az Új-Zélandtól elszenvedett megalázó 41–10-es vereség és amiatt, hogy Kanadától is kikapott 25–20-ra, így 2-vel kevesebb bónuszpontja és 46-os gólkülönbsége volt. A 2007 előtti legjobb eredményt 1995-ben érte el, amikor Elefántcsontpartot győzte le 29–11-re, és 1999-ben, amikor Olaszországot győzte le 28–25-re. Ugyanebben az évben megalázó vereséget szenvedett el Nagy-Britanniától 101–10-re.
Tonga korábban Fidzsivel és Szamoával együtt a Pacific Tri-Nations versenyen, amit azóta átneveztek IRB Pacific Nations Cup-ra, mivel a részt vevő országok bővültek Japánnal, Kanadával és az Amerikai Egyesült Államokkal. A tongai klubok versenyeznek a Datec Cup Provincial Championship és az Pacific Rugby Cup bajnokságokban is. A rögbit a Tonga Rugby Football Union felügyeli és szervezi, ami 2009-es kizárásáig tagja volt a Pacific Islands Rugby Alliance-nek, és részt vett a Pacific Islanders rögbi unió csapatban.
Több tongai születésű, vagy tongai származású játékos, így Jonah Lomu, Israel Folau, Viliami "William" ʻOfahengaue, Malakai Fekitoa, Ben Afeaki, Charles Piutau, Frank Halai, Sekope Kepu, George Smith, Wycliff Palu, Sitaleki Timani, Salesi Ma'afu, Anthony és Saia Faingaa, Mark Gerrard, Cooper Vuna, Doug Howlett, Toutai Kefu és Tatafu Polota-Nau játszott az új-zélandi All Blacks vagy a Wallabies csapatokban. Tongán született Taulupe "Toby" Faletau, a British and Irish Lions játékosa, aki Írország nemzetközi versenyein is szerepelt. Annak a Kuli Faletaunak a fia, aki tongai nemzetközi játékos. Két unokatestvére, Billy és Mako Vunipola szintén a British and Irish Lionsban játszik, és nemzetközi angol játékosok; az ő apjuk Fe'ao Vunipola, aki korábban a tongai nemzeti szövetség kapitánya volt.
A rögbi ligának is vannak sikerei. A 2008-as Rugby League World Cup versenyein Tonga győzni tudott Írország és Skócia ellen. Emellett több Tongáról elszármazott játékos is az ausztrál ligát erősíti. Közéjük tartozik Willie Mason, Manu Vatuvei, Brent Kite, Willie Tonga, Anthony Tupou, Antonio Kaufusi, Israel Folau, Taniela Tuiaki, Michael Jennings, Tony Williams, Feleti Mateo, Fetuli Talanoa, hogy csak néhányat nevezzünk meg. A liga több tongai játékosa sikeres karriert futott be a British Super League-ban, köztük Antonio Kaufusi.

### Egyéb
Paea Wolfgram ökölvívó az 1996-os olimpián Atlantában ezüstérmes lett a legalább 91 kg fölötti versenyzők szupernehézsúly súlycsoportjában.
Amini Fonua úszó több aranyérmet is nyert az Óceániai Bajnokságban a férfi 50 méteres mellúszásban, valamint részt vett a Sanghajban rendezett 2011 FINA World Aquatics Championshipsben.
A téli olimpián először Bruno Banani (eredeti nevén Fuahea Semi) képviselte Tongát Szocsiban 2014-ben, és szánkózásban 32. lett.

## Állat- és növénynevekben
Több állat- és növényfajt neveztek el Tonga után. A név alakja tonganus vagy tongaensis. Erre egy példa a doktorhalfélék közé tartozó Naso tonganus, amely nevet Achille Valenciennes adta 1835-ben.

## Média

### Újságok
Hetilapok:
- The Tongan Chronicle (Kolonikali Tonga)
- Tonga Star
- The Times of Tonga (Taimi 'o Tonga)

Havilapok:
- Kele’a
- Taumu’a Lelei
- Tohi Fanongonongo
- ‘Ofa ki Tonga

### Televízió
Az állami televízió (TV Tonga) 2000 júliusa óta sugároz.
Magántelevízió az Oceania Broadcasting Network (OBN)

### Rádió
- Radio Tonga
- Keresztény rádió
- Radio 2000
- Radio Nuku’alofa

### Egyéb telekommunikációs adatok
| Hívójel prefix | A3 |
| ITU zóna       | 62 |
| CQ zóna        | 32 |

## Ünnepek
| Dátum        | Név                                                             |
| ------------ | --------------------------------------------------------------- |
| január 1.    | újév                                                            |
| változó      | Nagypéntek                                                      |
| változó      | Húsvéthétfő                                                     |
| április 25.  | ANZAC-nap (a tongai katonák az ausztrál hadseregben szolgáltak) |
| május 4.     | a koronaherceg születésnapja                                    |
| június 4.    | Függetlenség napja                                              |
| július 4.    | a király születésnapja                                          |
| november 4.  | az alkotmány napja                                              |
| december 4.  | I. Tupou György tongai király napja                             |
| december 25. | karácsony                                                       |
| december 26. | karácsony                                                       |

## Fordítás
- Ez a szócikk részben vagy egészben  a   Tonga című angol Wikipédia-szócikk fordításán alapul.  Az eredeti cikk szerkesztőit annak laptörténete sorolja fel. Ez a jelzés csupán a megfogalmazás eredetét és a szerzői jogokat jelzi, nem szolgál a cikkben szereplő információk forrásmegjelöléseként.
- Ez a szócikk részben vagy egészben  a   Culture of Tonga című angol Wikipédia-szócikk fordításán alapul.  Az eredeti cikk szerkesztőit annak laptörténete sorolja fel. Ez a jelzés csupán a megfogalmazás eredetét és a szerzői jogokat jelzi, nem szolgál a cikkben szereplő információk forrásmegjelöléseként.